# Wolcott (villa)
Wolcott es una villa ubicada en el condado de Wayne en el estado estadounidense de Nueva York. En el año 2000 tenía una población de 1.712 habitantes y una densidad poblacional de 339 personas por km².

## Geografía
Wolcott se encuentra ubicada en las coordenadas 43°13′14″N 76°48′56″O / 43.22056, -76.81556.

## Demografía
Según la Oficina del Censo en 2000 los ingresos medios por hogar en la localidad eran de $28.056, y los ingresos medios por familia eran $36.705. Los hombres tenían unos ingresos medios de $31.071 frente a los $23.417 para las mujeres. La renta per cápita para la localidad era de $15.577. Alrededor del 18,3% de la población estaban por debajo del umbral de pobreza.